# Pieter Lyonet

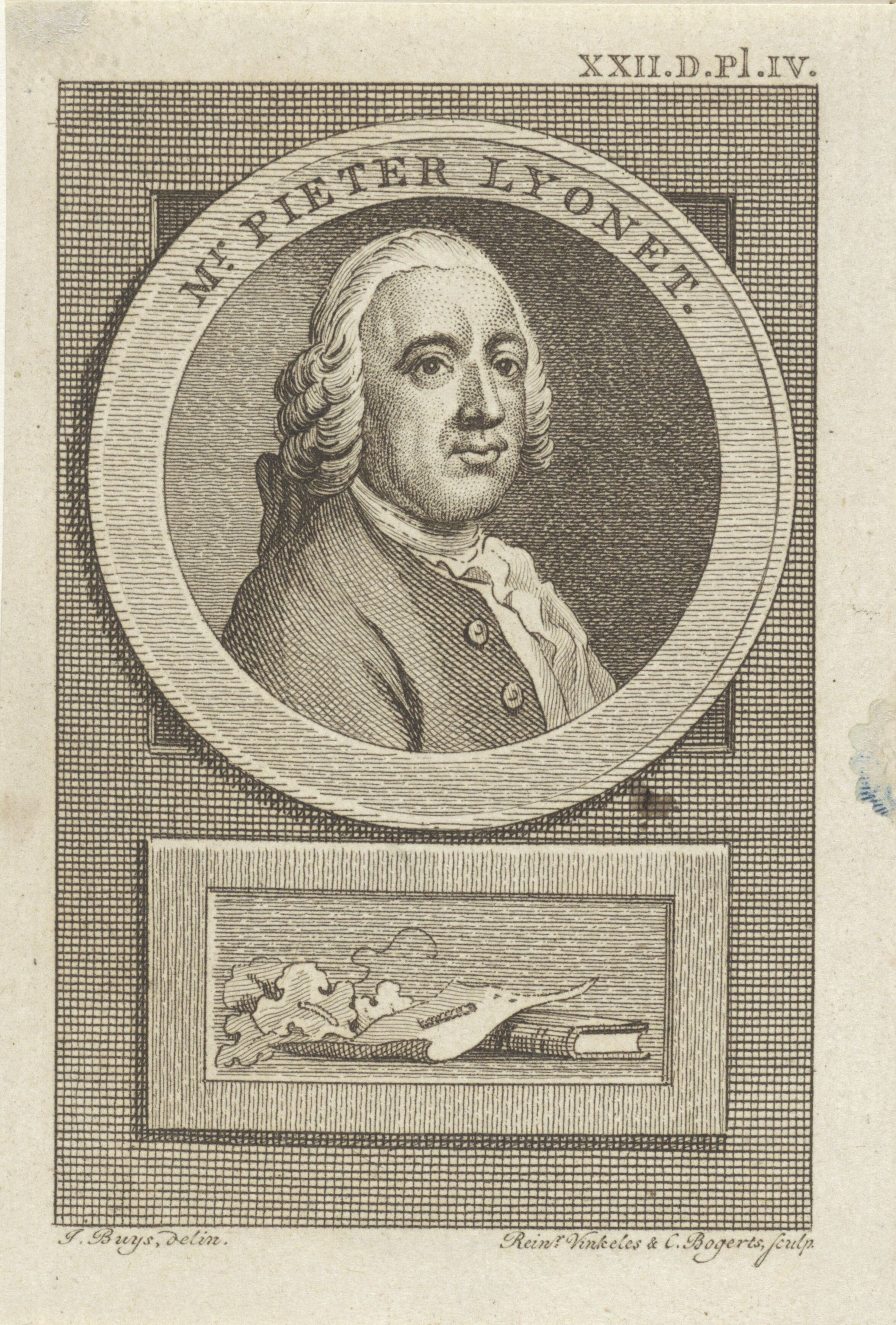
Pieter Lyonet. Stich von Reinier Vinkeles und Cornelis Bogerts (1745–1817) nach einer Zeichnung von Jacobus Buys (1724–1801)

Pieter Lyonet (auch Pierre Lyonet, Pierre Lyonnet; Petrus Lyonet * 21. Juli 1707 in Maastricht; † 7. Januar 1789 in Den Haag) war ein niederländischer Jurist, Übersetzer, Kryptologe, Naturforscher, Kupferstecher, Zeichner, Kunstsammler und Naturaliensammler. 

## Leben
Pieter Lyonet war der Sohn des wallonischen Predigers Benjamin Lyonet. Er wuchs in Nordbrabant in Heusden auf, besuchte die Schule in ’s-Hertogenbosch, studierte ab 1724 mit einem Stipendium der wallonischen Kirche Theologie an der Universität Leiden und wurde nach Abschluss des Studiums 1729 als Proponent zugelassen. Pieter Lyonet übte anschließend dieses Amt jedoch nicht aus, schrieb sich stattdessen ein Jahr später an der Universität Leiden zum Jurastudium ein, verteidigte am 15. November 1731 seine Dissertation De justo quaestionis usu und ließ sich einen Monat später als Anwalt beim niederländischen Gericht in Den Haag registrieren. Lyonet beherrschte neben Französisch und Niederländisch insgesamt neun Sprachen, mit Englisch, Deutsch, Spanisch, Italienisch, Hebräisch und den Gymnasialsprachen Griechisch und Latein.
Ab Februar 1738 arbeitete er zunächst als Übersetzer für die Generalstaaten, wobei es seine Aufgabe war, entsprechende Dokumente ins Französische und Lateinische zu übersetzen. Einige Monate später wurde Lyonet zum Beamten ernannt, der die geheime Korrespondenz codierte und entschlüsselte. Nachdem die Generalstaaten für einige Zeit abgefangene Briefe der preußischen Botschaft zur Entzifferung in eine sogenannte Schwarze Kammer nach London verbrachten, gründete Lyonet im Postamt in Den Haag seine eigene Schwarze Kammer. Als Sekretär der geheimen Ziffern der Generalstaaten gelang es ihm 1752, nach 18 Monaten die Verschlüsselung der diplomatischen Post der preußischen Delegierten in Den Haag und London zu knacken. Während des Siebenjährigen Krieges knackte er darüber hinaus auch die Verschlüsselung des französischen Delegierten in Den Haag. 
Als Naturforscher legte Pieter Lyonet im Lauf der Jahre ein umfangreiches Naturalienkabinett mit Muscheln und Insekten und weiteren tierischen und pflanzlichen Präparaten an. Darüber hinaus baute er ein Kunstkabinett mit Gemälden auf, das unter anderem das Ölgemälde Briefleserin in Blau von Jan Vermeer beinhaltete.
Er besuchte Zeichenkurse der Künstlervereinigung Confrérie Pictura und illustrierte 1742 zunächst ein Werk über Insekten von Friedrich Christian Lesser und, nachdem er sich die Technik des Gravierens von Kupferplatten angeeignet hatte, mit Jacob van der Schley und Cornelis Pronk 1744 eine Abhandlung über Polypen von Abraham Trembley. Sein erstes eigenes Werk erschien 1760 unter dem Titel Traité anatomique de la chenille, qui ronge le bois de saule und ist eine der bedeutendsten Arbeiten der bebilderten Mikroanatomie der Insekten im 18. Jahrhundert.
Pieter Lyonet wurde am 14. Januar 1748 unter der Präsidentschaft des Mathematikers Martin Folkes Fellow der Royal Society, 1753 Mitglied der im Jahr zuvor in Haarlem gegründeten Hollandsche Maatschappij der Wetenschappen und am 23. Oktober 1760 auswärtiges Mitglied der Preußischen Akademie der Wissenschaften. Am 12. Mai 1761 wurde er unter der Präsidentschaft des Arztes Andreas Elias Büchner mit dem akademischen Beinamen Philagrius unter der Matrikel-Nr. 639 als Mitglied in die Kaiserliche Leopoldino-Carolinische Akademie der Naturforscher und am 4. Februar 1762 unter der Präsidentschaft des Grafen Kirill Grigorjewitsch Rasumowski als Ehrenmitglied in die Russische Akademie der Wissenschaften aufgenommen.
Der Entomologe Jacob Hübner benannte ihm zu Ehren 1825 die Gattung Lyonetia Hübner 1825 aus der Familie der Langhorn-Blattminiermotten.
Seine Werke befinden sich zum Teil in der Artis Bibliotheek in Amsterdam sowie im Rijksmuseum Boerhaave in Leiden.

## Schriften und Werke
- De justo quaestionis usu. Dissertation, Universität Leiden, 1731

Illustrationen:
- Friedrich Christian Lesser: Theologie des insectes, ou, Demonstration des perfections de Dieu dans tout ce qui concerne les insectes. Tome premier, 1742 (archive.org)
- Friedrich Christian Lesser: Theologie des insectes, ou, Demonstration des perfections de Dieu dans tout ce qui concerne les insectes. Tome second, 1742 (archive.org)
- Abraham Trembley: Mémoires pour servir à l'histoire d'un genre de polypes d'eau douce, à bras en forme de cornes. Verbeek, 1744 (archive.org)

Eigene Werke
- Traité Anatomique de la Chenille, qui Ronge le Bois de Saule. 1760 (archive.org)
- Traité Anatomique de la Chenille, qui Ronge le Bois de Saule, Augmenté d‘une Explication Abregée des Planches, et d‘une Description de l‘Instrument et des Outils dont l’Auteur S’est Servi, pour Anatomiser à la Loupe & au Microscope, & pour Déterminer la Force de ses Nerves, Suivant les Règles de l’Optique, & Mécaniquement. 1762 (archive.org)

Posthum
- mit Wilhem de Haan: Recherches sur l'anatomie et les métamorphoses de différentes espèces d'insectes. 1832 (archive.org)

## Zeichnungen und Drucke (Auswahl)

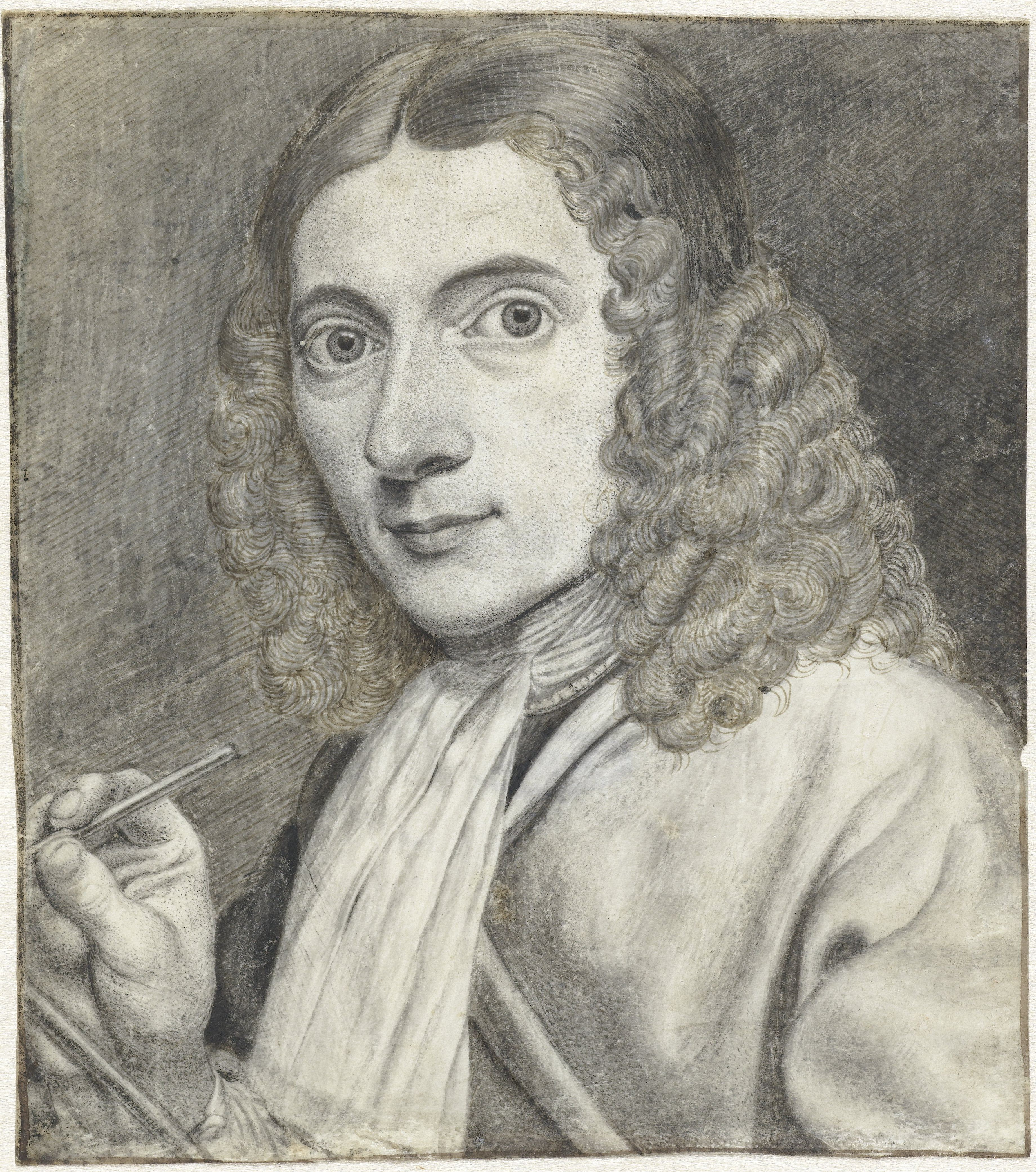
Selbstporträt von Pieter Lyonet (1758)
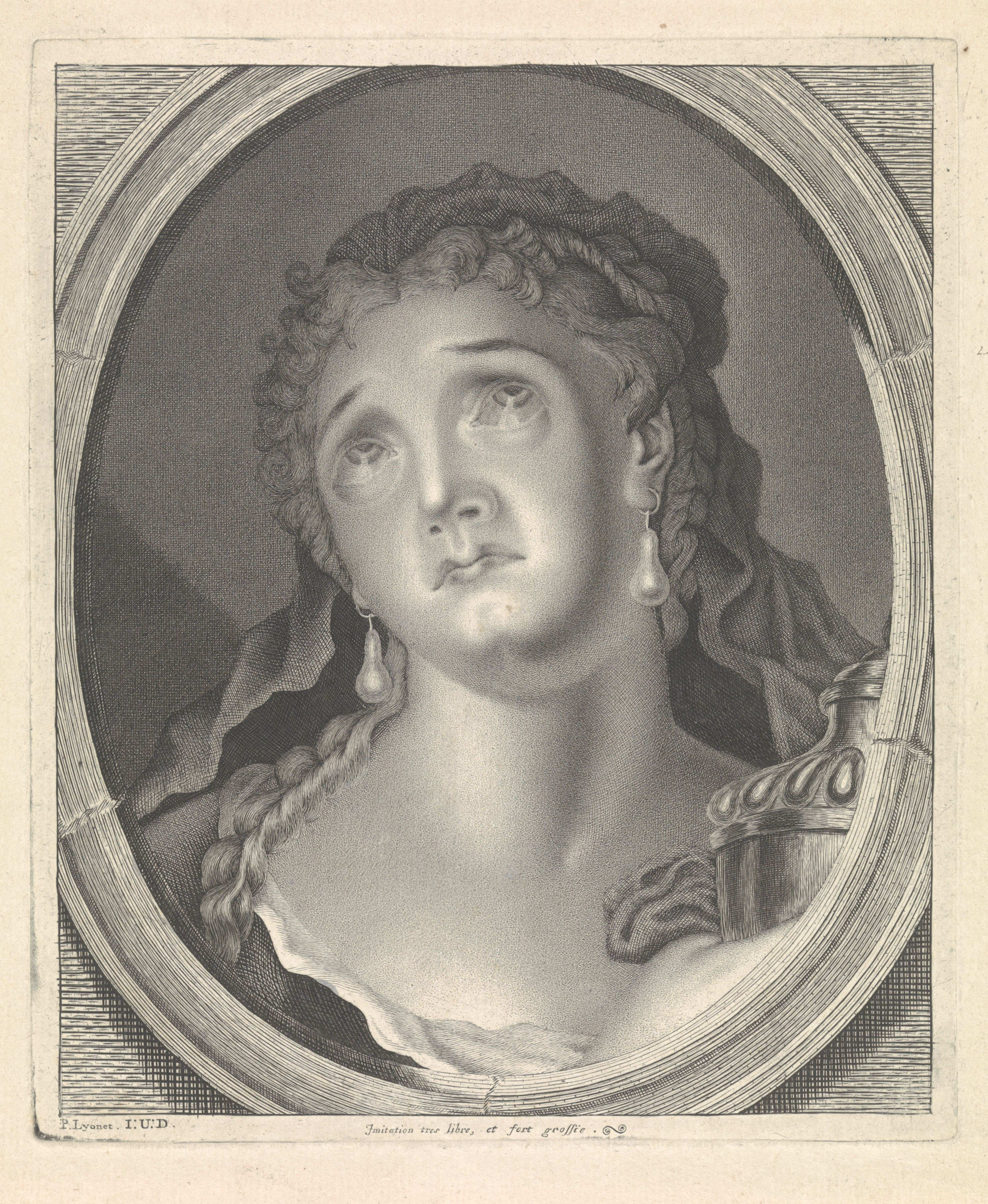
Maria Magdalena
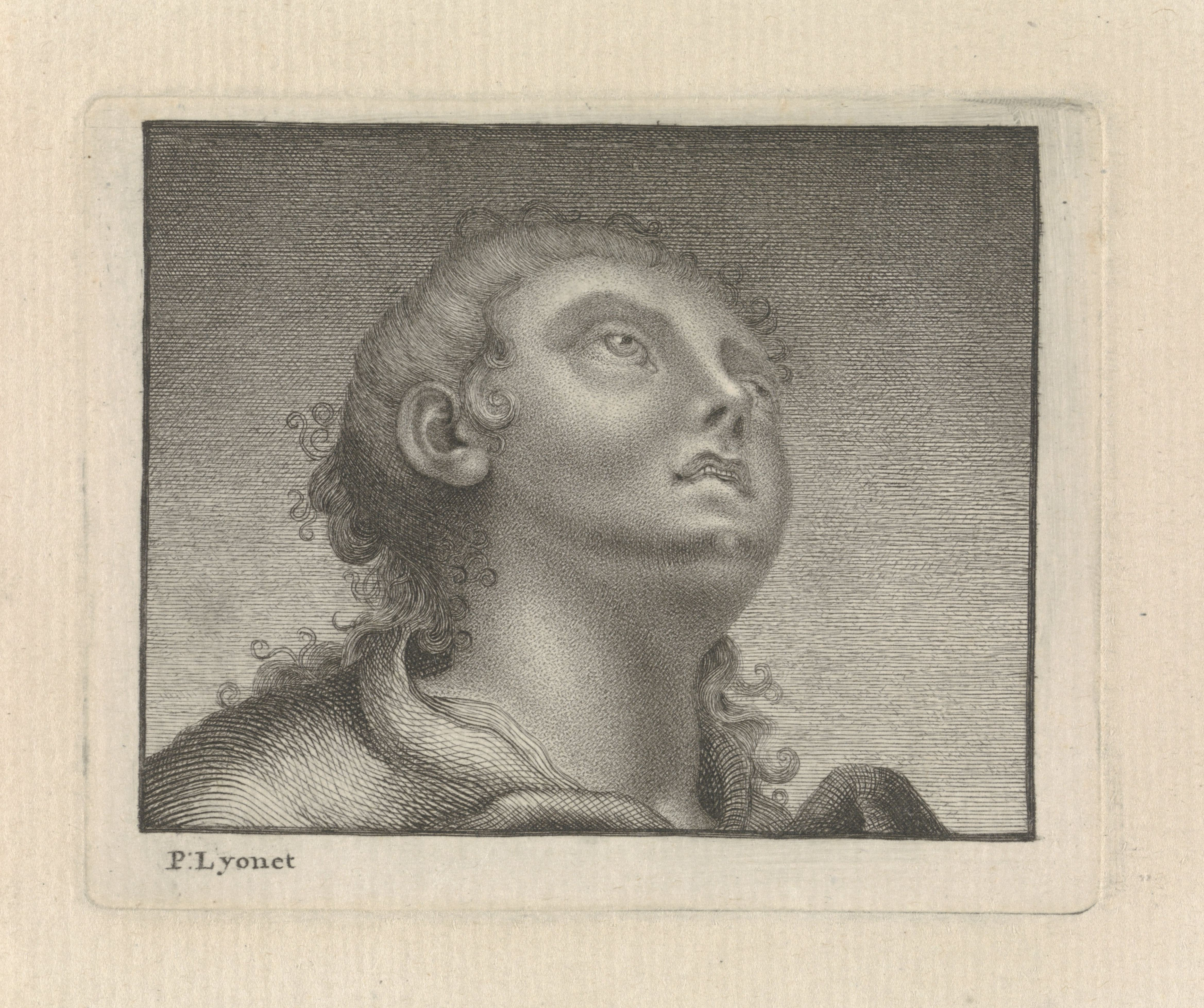
Aufschauender junger Mann
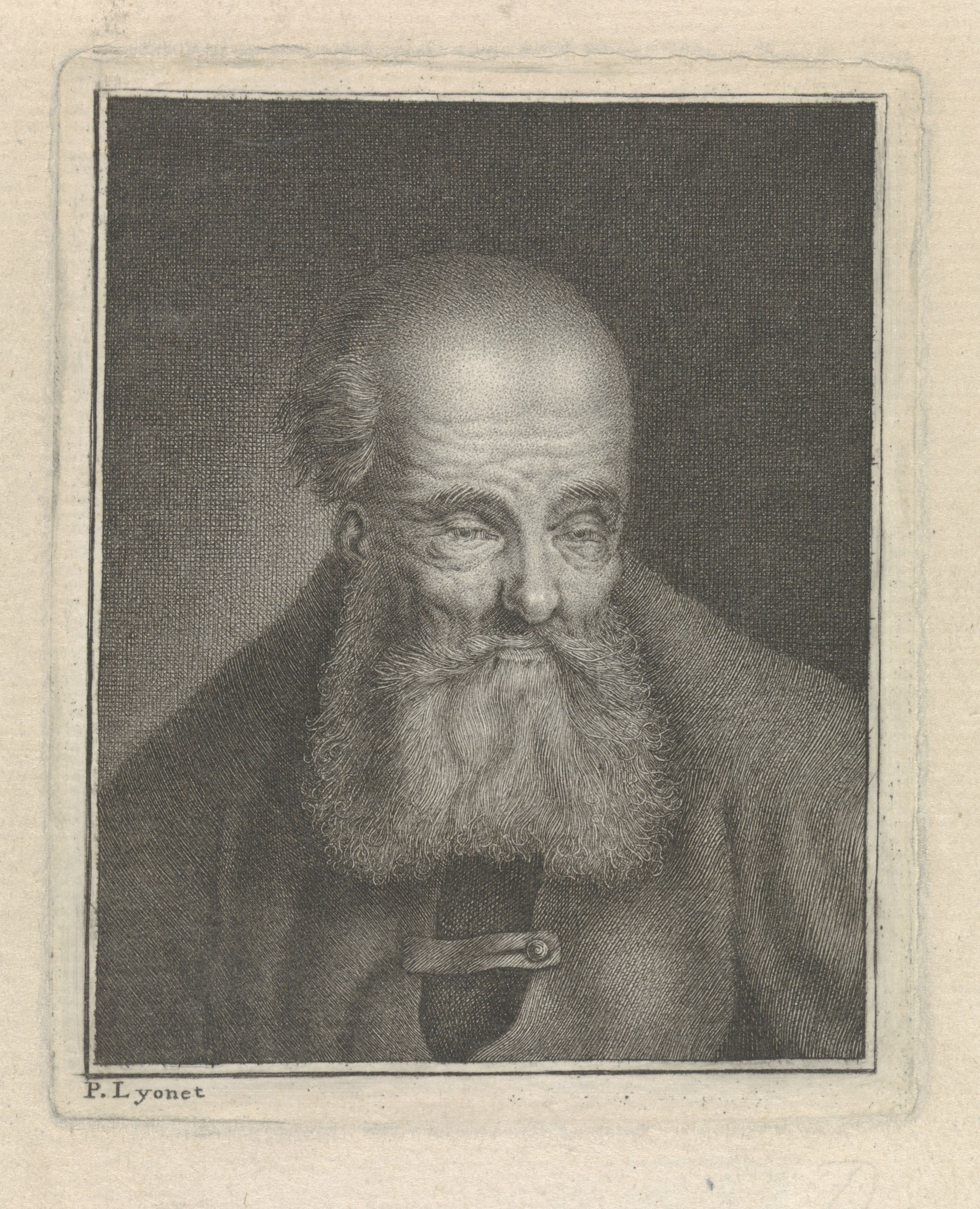
Alter Mann mit Bart
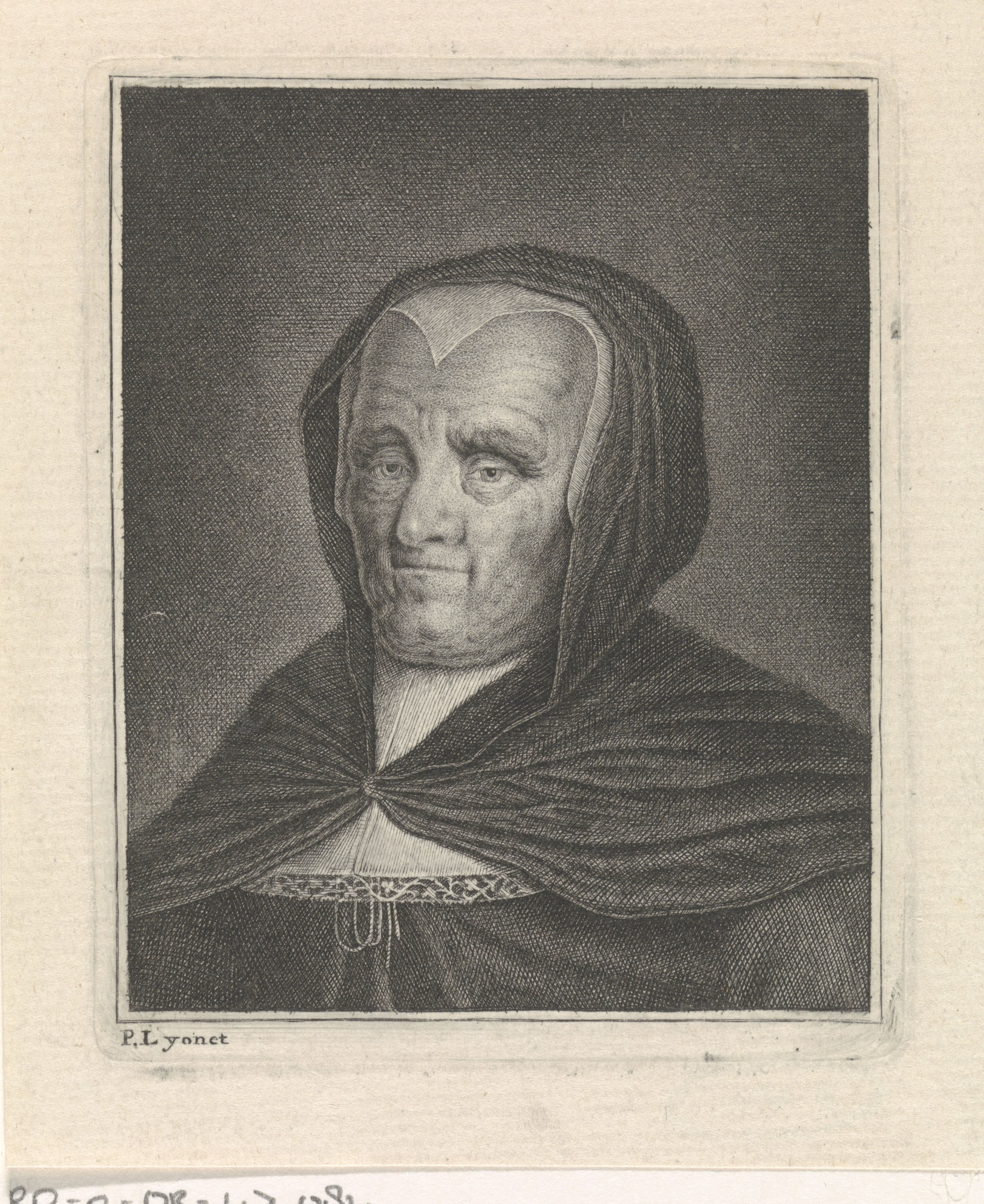
Alte Frau mit Kopftuch

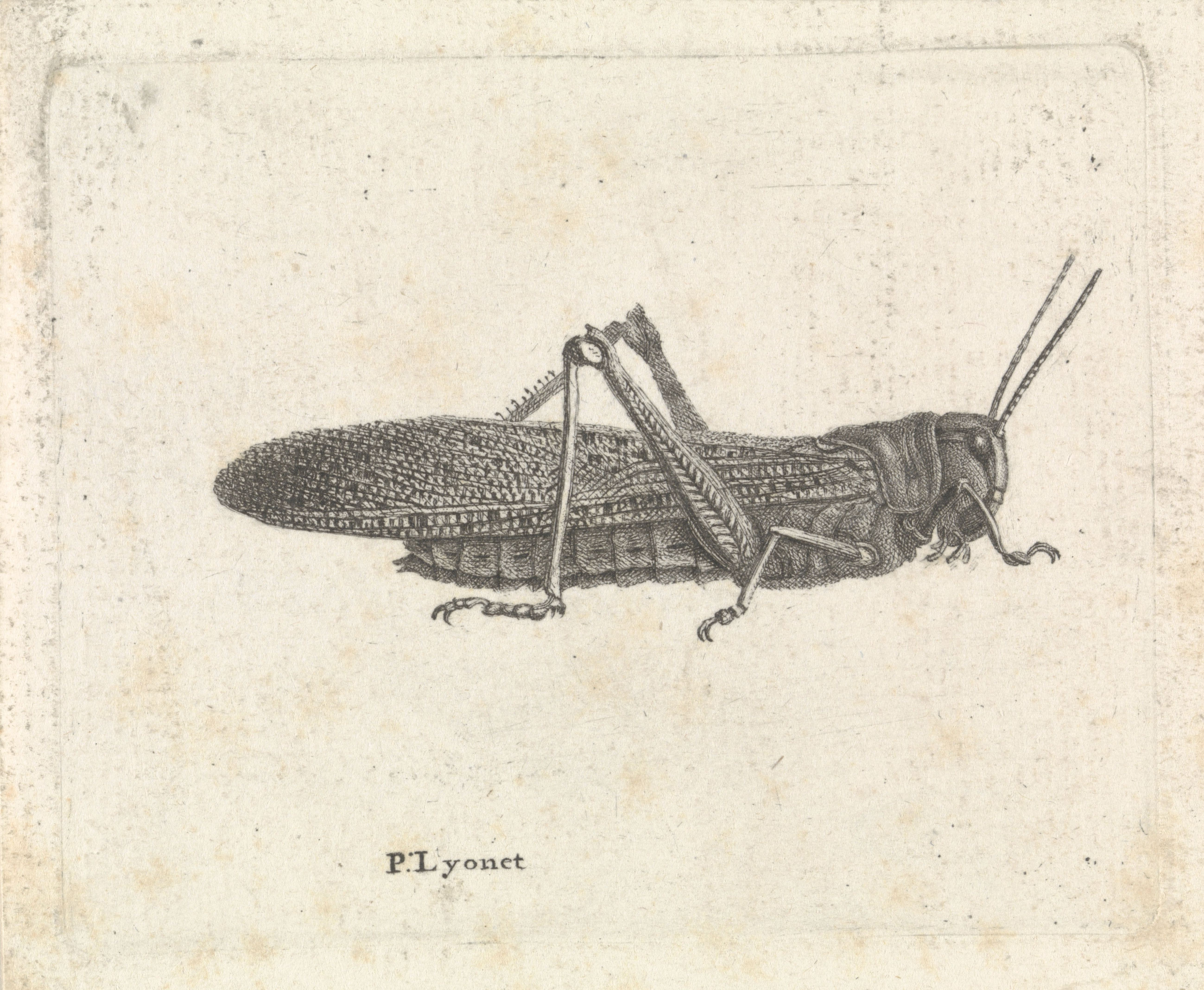
Heuschrecke
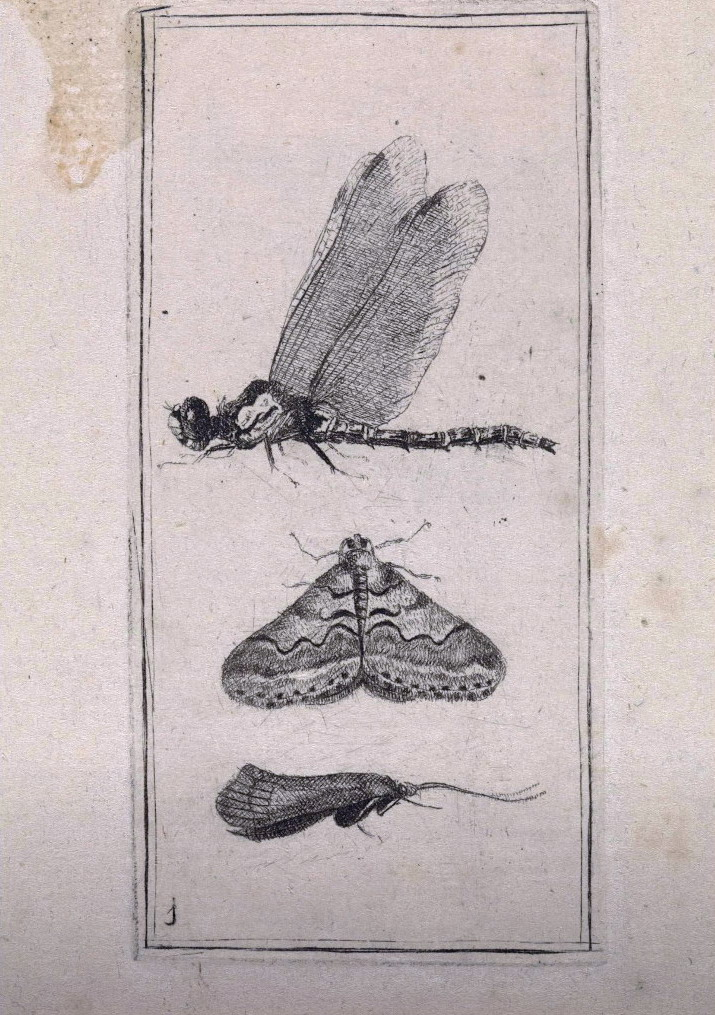
Libelle und Nachtfalter
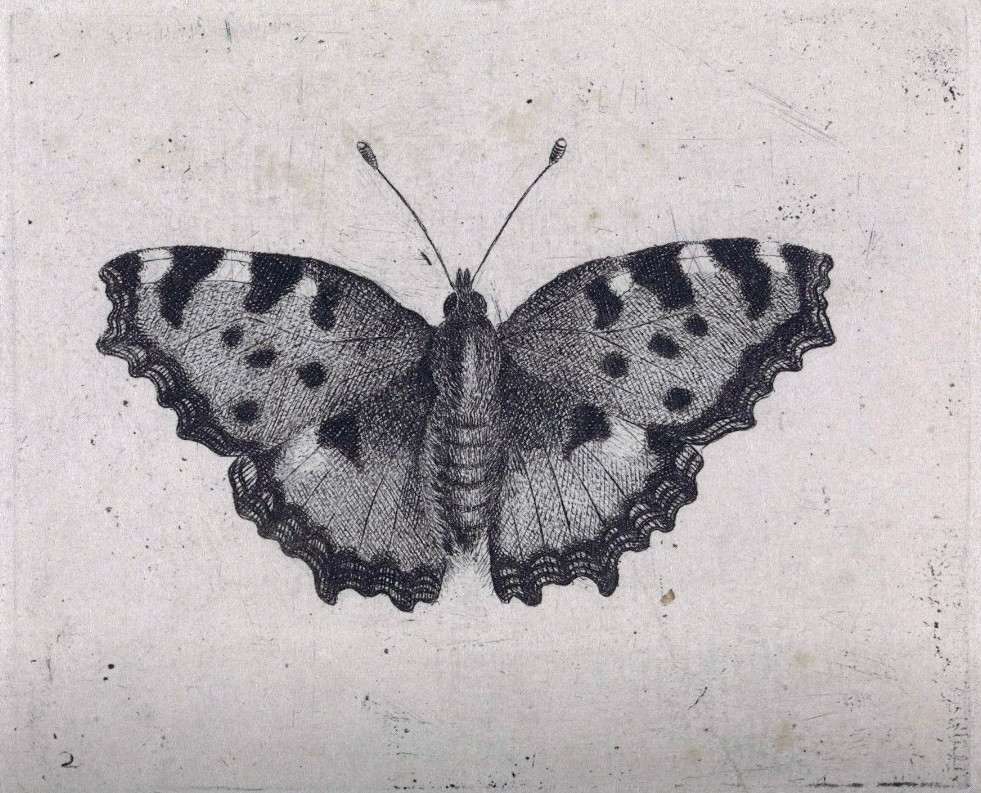
Schmetterling
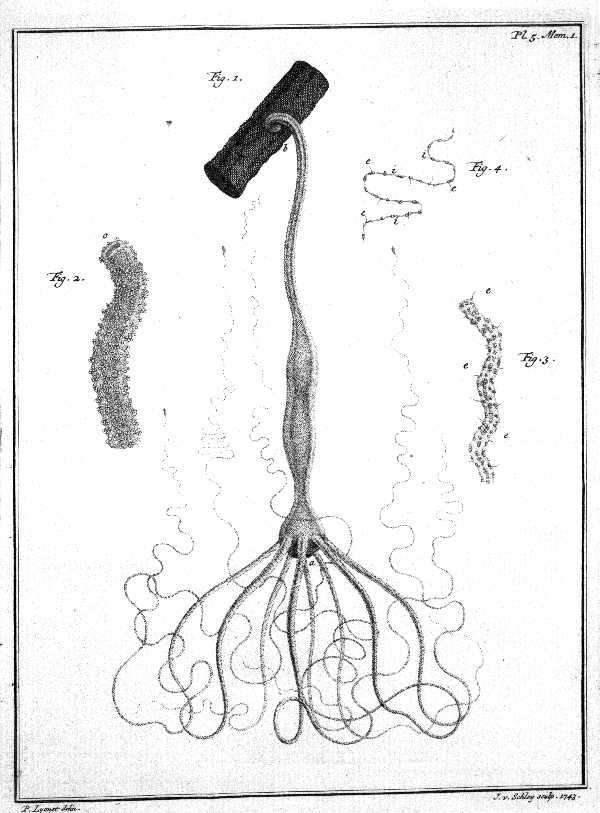
Süßwasserpolyp
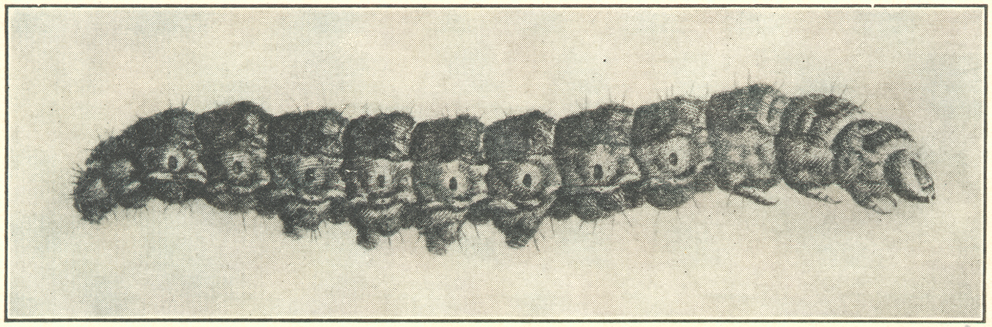
Weidenholzraupe
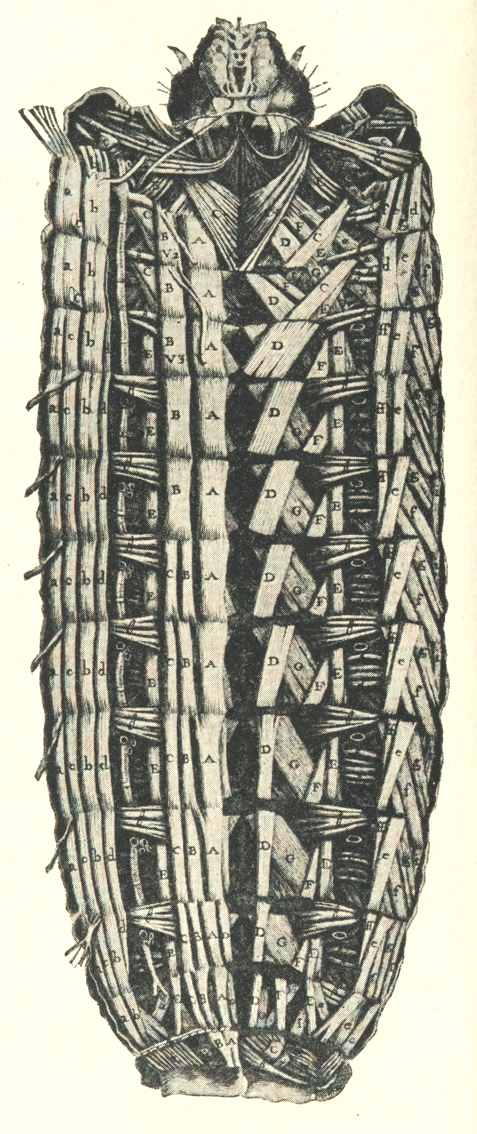
Muskeln der Weidenholzraupe
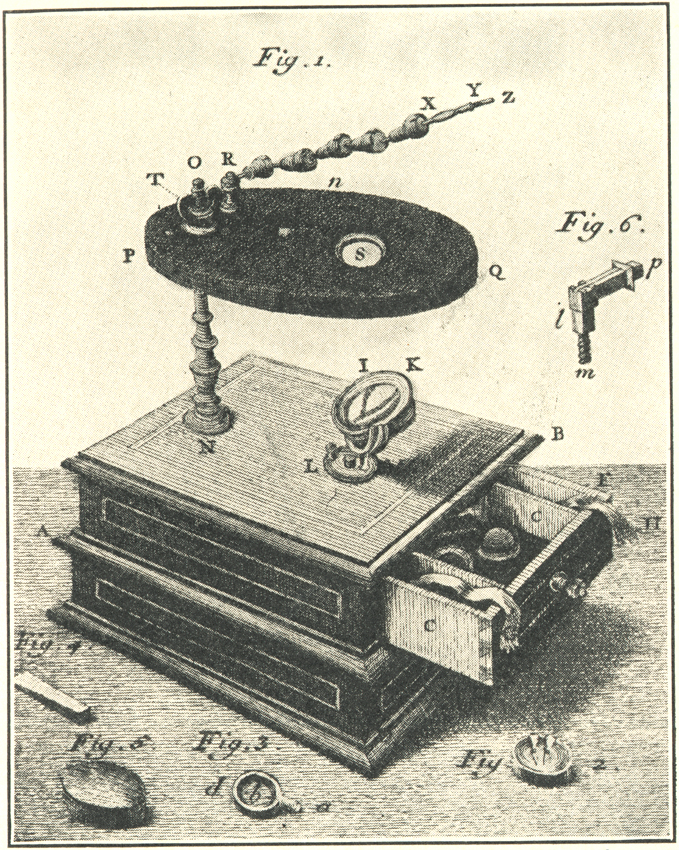
Lyonet's Seziervorrichtung